# Château de Brodie
Pour les articles homonymes, voir Brodie.
Le château de Brodie est un château d'Écosse proche de Forres et du village de Dyke dans la région du Moray.